# Avenue Albert-Petit (Bagneux, Hauts-de-Seine)
L’avenue Albert-Petit est une voie de communication de Bagneux dans les Hauts-de-Seine, en France.

## Situation et accès
Cette avenue suit le parcours de la route départementale 68.

## Origine du nom

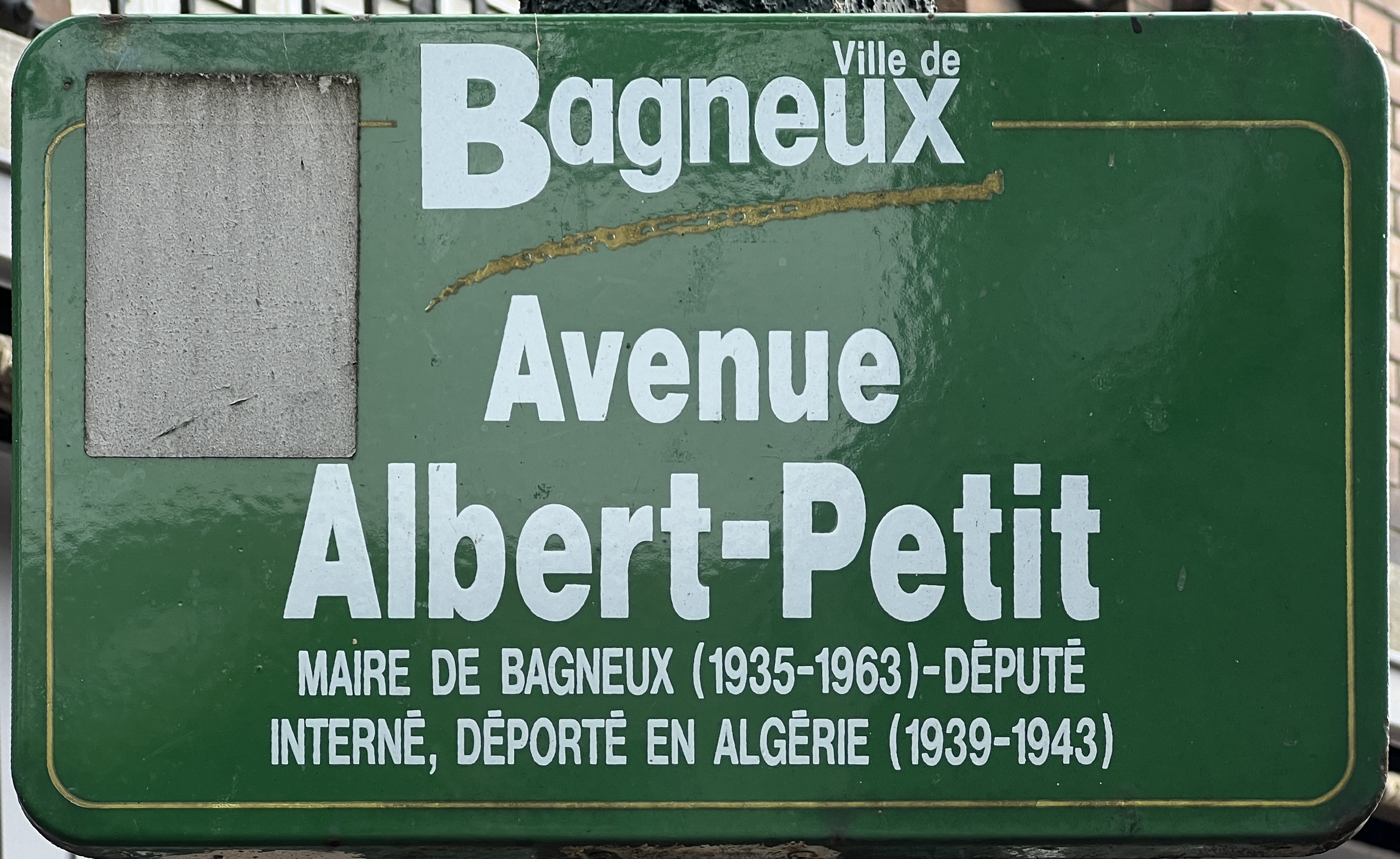
Plaque de l'avenue.

Elle a été renommée en hommage à Albert Petit, ancien maire de la ville.

## Historique
L'avenue Albert-Petit était autrefois appelée le Pavé de la Rapée ou Rapie, puis par la suite, la rue d'Arcueil,. Elle est réaménagée dans les années 2010.

## Bâtiments remarquables et lieux de mémoire

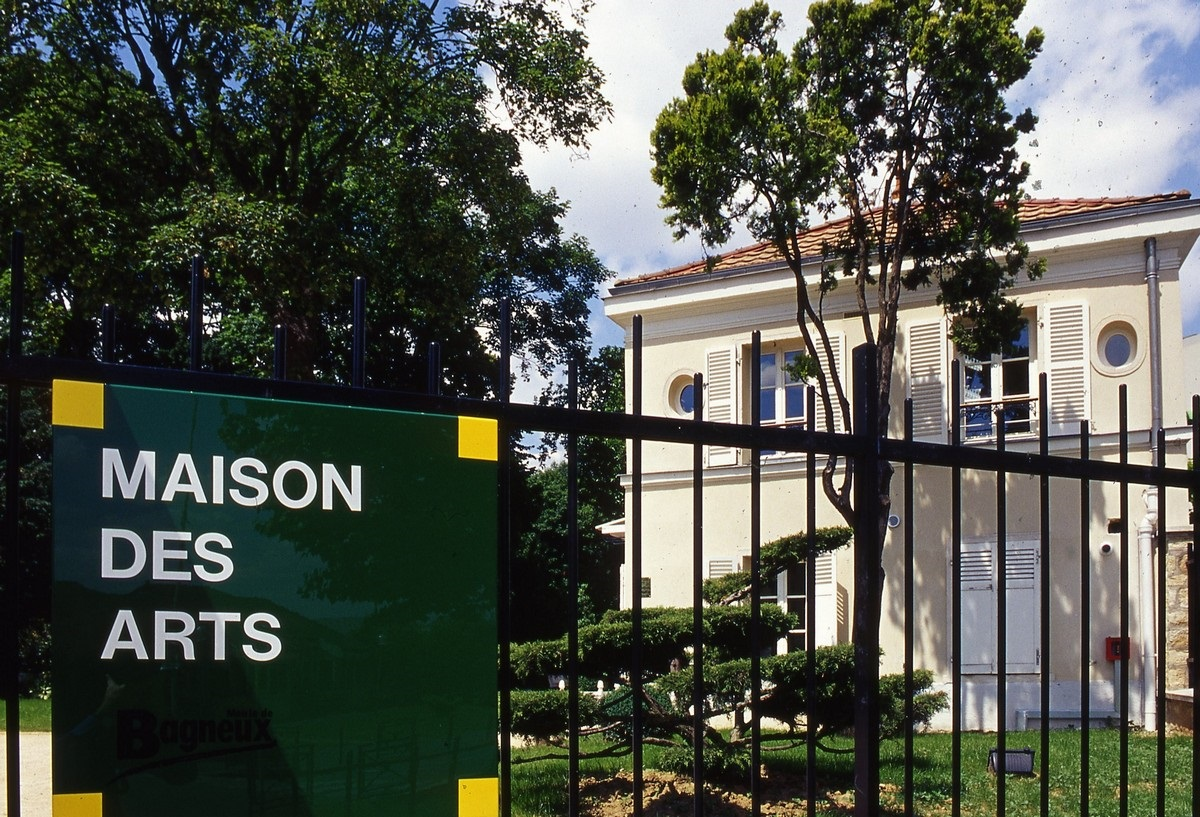
La Maison des Arts.

- Maison des Arts de Bagneux, dite maison du vétérinaire, datant du début du XIXe siècle, autrefois habitée par Henri Drieux[8], et acquise par la ville en 1992[9]. Les ateliers municipaux de peinture et sculpture sont installés dans les anciennes écuries, tandis que le bâtiment principal est aujourd'hui une galerie d’exposition[10].
- Maison de Richelieu, à l'angle de la rue Étienne-Dolet,
- Marché Léo-Ferré[11].
- Colline des Mathurins, et rue éponyme, venant du Couvent des Mathurins de Paris qui possédait des vignes à cet endroit[12].
- Au no 83, chapelle Saint-René de Bagneux, construite en 1936.

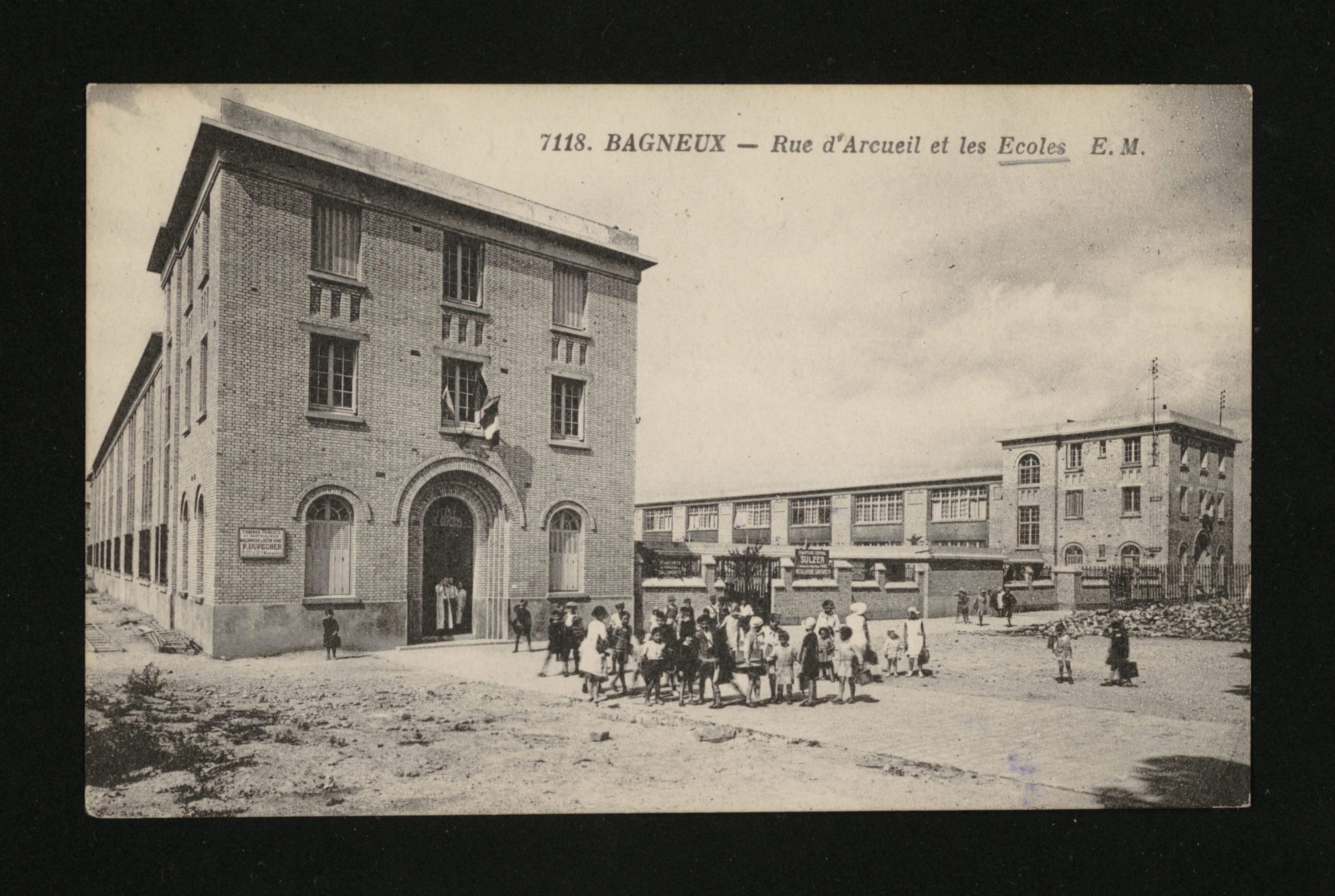
Rue d'Arcueil et les écoles.
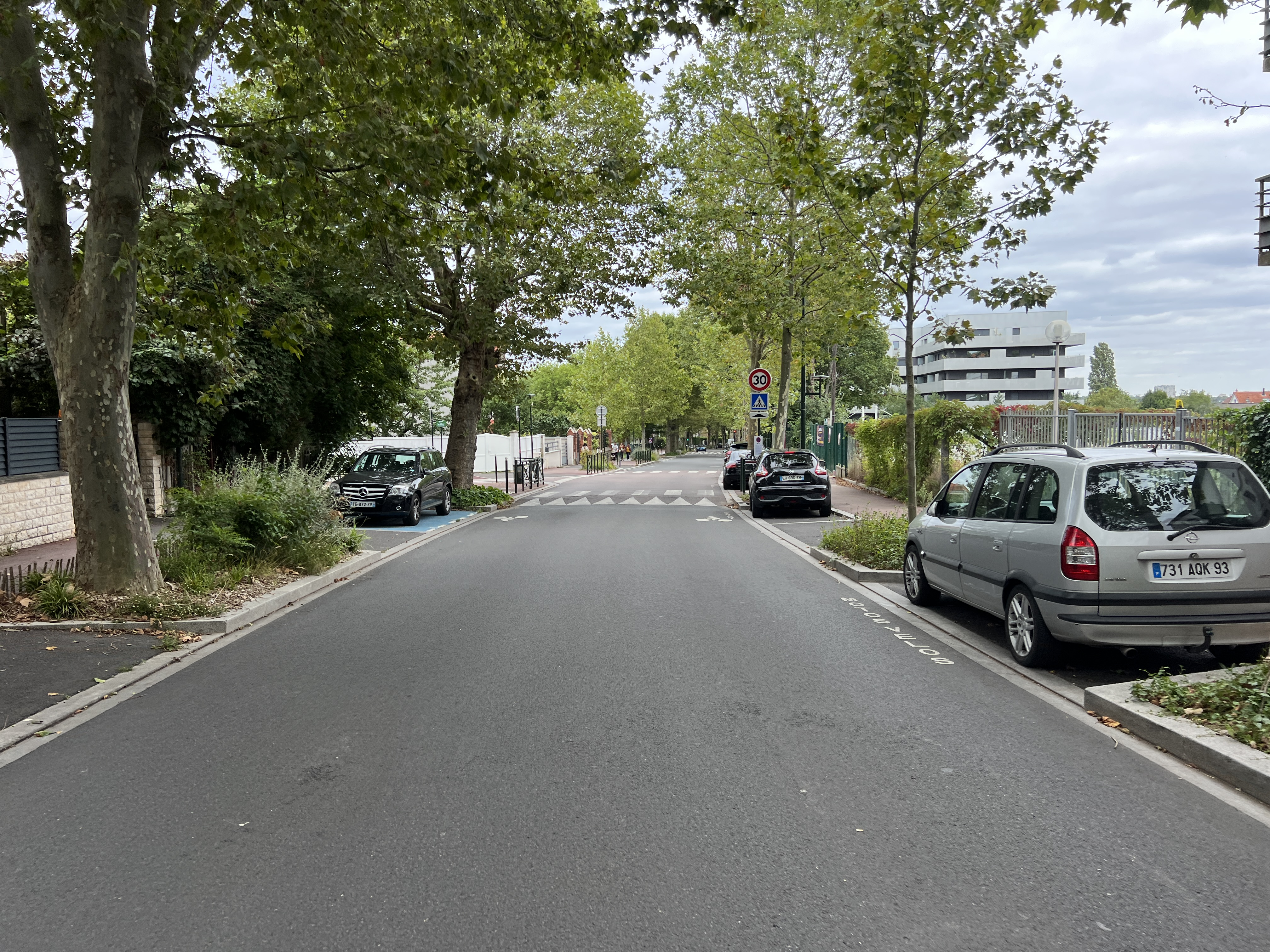
L'avenue en juillet 2023.